# Sal de cozinha

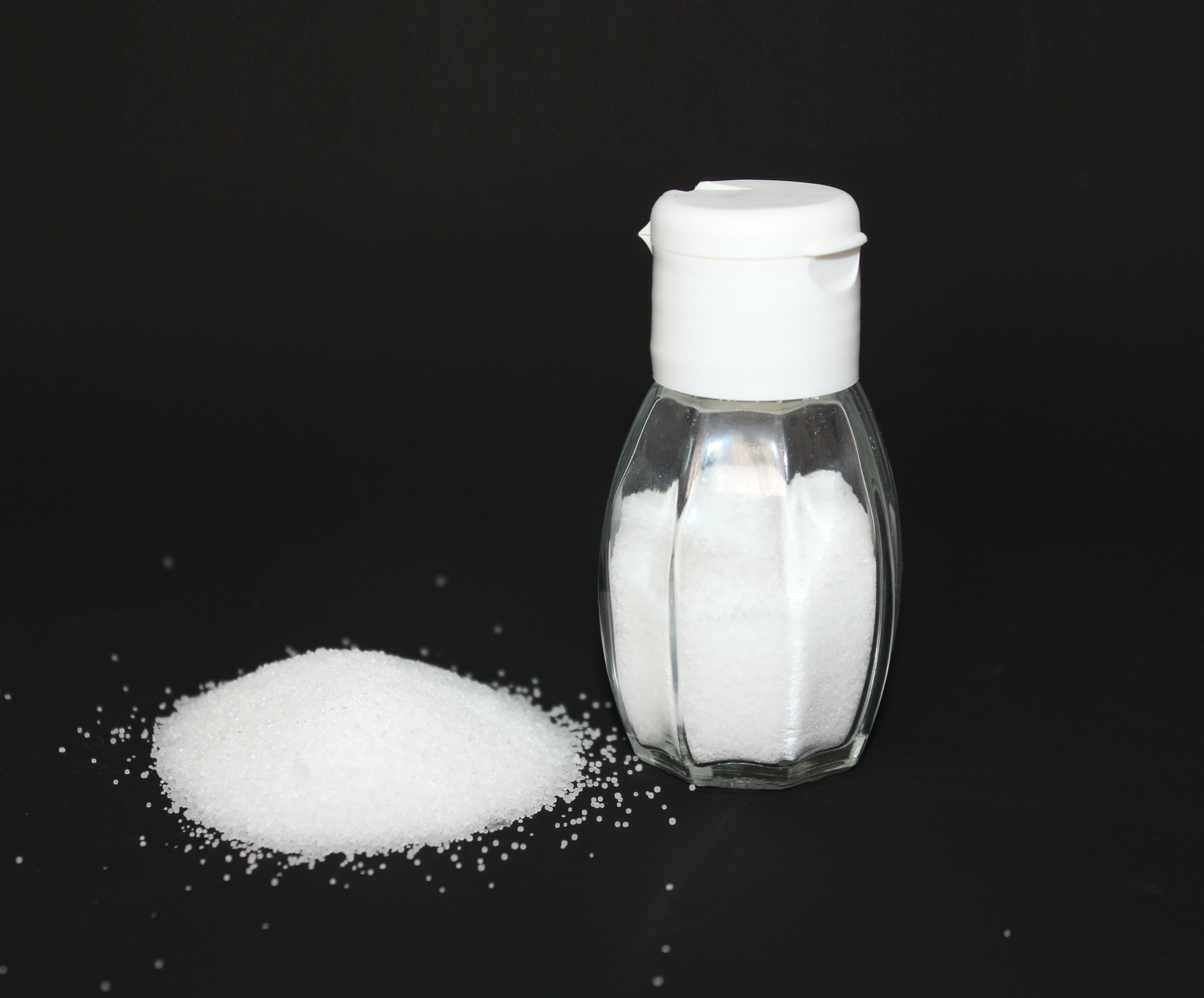
sal de cozinha

O sal de cozinha ou sal comum é um mineral formado principalmente por cloreto de sódio (NaCl), um composto químico pertencente à classe maior de sais; o sal em sua forma natural como um mineral cristalino é conhecido como sal-gema ou halita. Está presente em grandes quantidades na água do mar, onde é o principal constituinte mineral. O oceano aberto tem cerca de 35 gramas de sólidos por litro de água do mar, uma salinidade de 3,5%.
O sódio é um nutriente essencial para a saúde humana através do seu papel como soluto eletrolítico e osmótico. Seu consumo excessivo pode aumentar o risco de doenças cardiovasculares, como a hipertensão, em crianças e adultos. Tais efeitos do sal na saúde são estudados há muito tempo. Consequentemente, numerosas associações mundiais de saúde e especialistas em países desenvolvidos recomendam a redução do consumo de alimentos salgados populares. A Organização Mundial de Saúde recomenda que os adultos consumam menos de 2 000 mg de sódio, o equivalente a 5 gramas de sal por dia.

## História

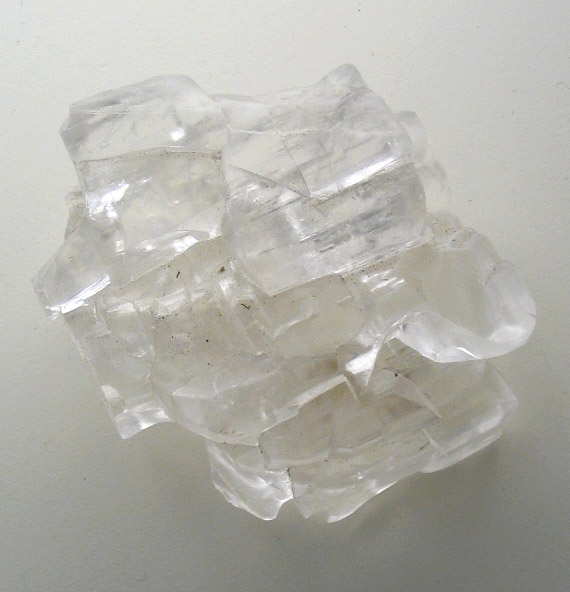
Cristal de halita ou sal de rocha (NaCl).

O sal era, até o início do século XX, um importante conservante alimentar. A tal ponto chegava sua importância, que foi até mesmo usado como forma de pagamento no período romano, sendo esta a origem da palavra "salário". Por este motivo as explorações de sal chegaram a ter valor estratégico, inclusive tendo sido criadas vilas fortificadas para defender as salinas.
Historicamente a exploração de sal se realizava em salinas das zonas costeiras e dos mananciais de água salgada (que atravessam depósitos de sal no subsolo). Mais modernamente, os depósitos subterrâneos passaram a ser explorados através de minas, com isto as salinas de manancial foram perdendo importância e sendo abandonadas durante o século XX.
Existem enormes quantidades de cloreto de sódio em antigos mares ou lagos salgados que sofreram evaporação. Um exemplo disso é o Salar de Uyuni, na Bolívia, uma imensa planície branca devido ao sal cristalizado, e que foi um dia o fundo de um mar que secou.
O sal é produzido em diversas formas: sal não refinado (sal grosso, também chamado sal marinho e a flor de sal), sal refinado (sal de cozinha) e sal iodado. É um sólido cristalino e branco nas condições normais.
Cloreto de sódio e íons são os dois principais componentes do sal, são necessárias para a sobrevivência de todos os seres vivos, incluindo os seres humanos. O sal está envolvido na regulação da quantidade de água do organismo.

## Produção

### Mundial
| 1.  | China          | 59,0 |
| 2.  | Estados Unidos | 42,0 |
| 3.  | Índia          | 29,0 |
| 4.  | Alemanha       | 14,3 |
| 5.  | Austrália      | 13,0 |
| 6.  | Canadá         | 11,0 |
| 7.  | Chile          | 10,0 |
| 8.  | México         | 9,0  |
| 9.  | Brasil         | 7,4  |
| 10. | Rússia         | 6,7  |

Fonte: USGS.

### No Brasil

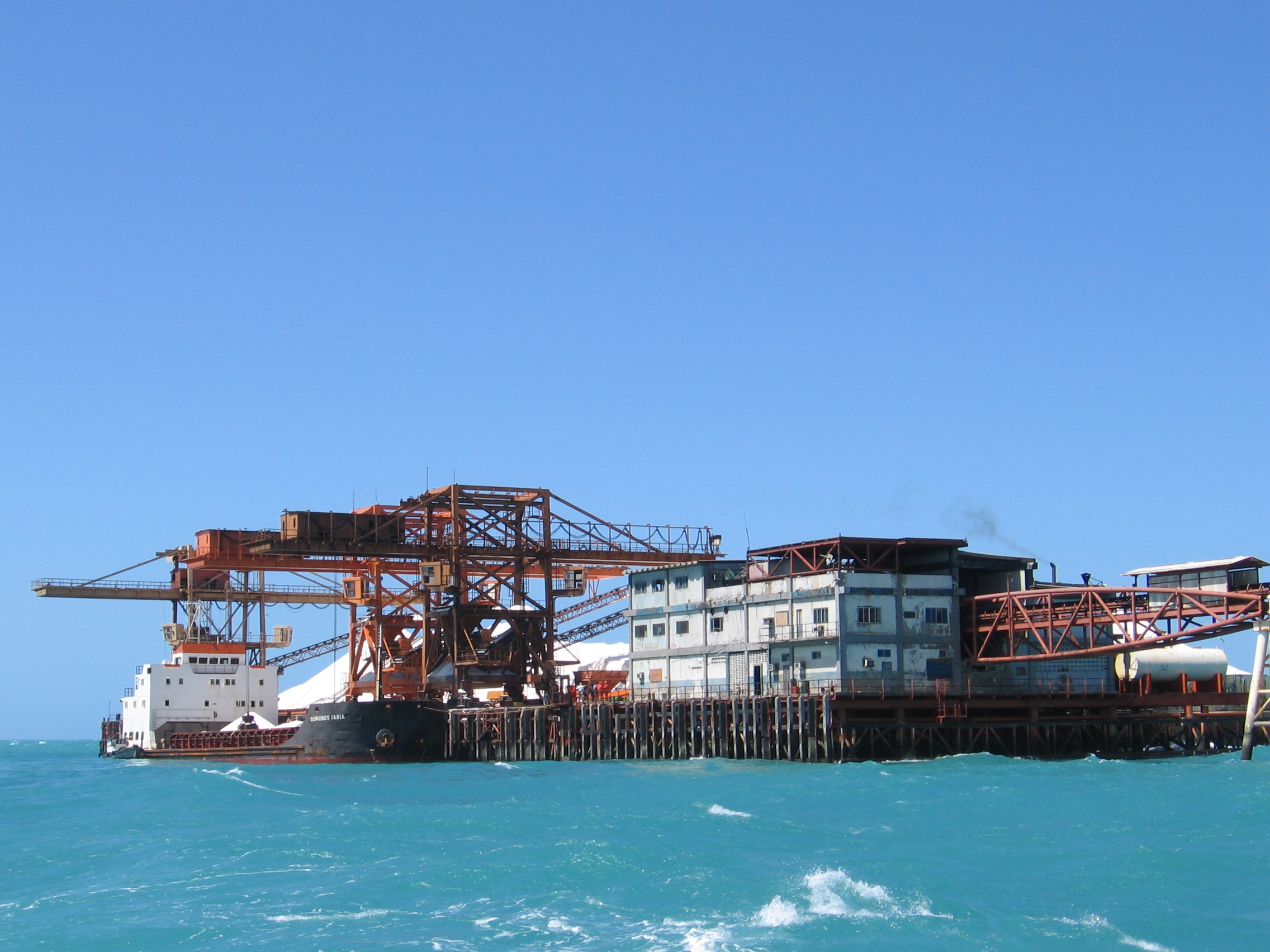
Terminal Salineiro de Areia Branca, no Rio Grande do Norte, principal escoador da produção de sal no Brasil.

No Brasil, os principais estados produtores são o Rio Grande do Norte, no chamado Polo Costa Branca, e o Rio de Janeiro, na chamada Região dos Lagos. Nestes estados o sal marinho é obtido através do bombeamento da água do mar para salinas formadas por tanques de evaporação a céu aberto. Depois que a água evapora, o sal que resta no fundo é raspado, empilhado e conduzido às refinarias.

### Em Portugal
Em Portugal, o principal centro de produção de sal-gema está no Algarve (mais propriamente no concelho de Loulé) e em Rio Maior.
No que respeita ao sal marinho, podemos considerar as marinhas de Aveiro, Figueira da Foz , as salinas do Samouco em Alcochete, as da Reserva Natural do Sapal de Castro Marim, as salinas na Ria Formosa em Tavira, entre outras.

### Espanha
Na Espanha, por exemplo, também existem numerosas salinas costeiras em exploração, além de poucas salinas de manancial (a maioria das que existiram já foi abandonada), sendo as mais importantes as Salinas de Añana em Álava, declaradas monumento histórico do país.

## Consumo

### Na comida
O sal está presente na maioria dos alimentos, mas em alimentos naturais, como carnes, vegetais e frutas, está presente em quantidades muito pequenas. É frequentemente adicionado a alimentos processados (tais como alimentos enlatados, e especialmente alimentos salgados, em conserva e lanches ou outros alimentos de conveniência), onde funciona como um conservante e aromatizante. O sal lácteo é utilizado na preparação de produtos de manteiga e queijo. Antes do advento da refrigeração elétrica, a salga era um dos principais métodos de preservação de alimentos. Assim, o arenque contém 67 mg de sódio por 100 g, enquanto o defumado, sua forma preservada, contém 990 mg. Da mesma forma, a carne de porco normalmente contém 63 mg, enquanto o bacon contém 1.480 mg, e as batatas contêm 7 mg, porem a batata chips apresenta 800 mg por 100 g. O sal também é usado no cozimento, como nas crostas de sal. Suas principais fontes na dieta ocidental, além do uso direto de cloreto de sódio, são produtos de pão e cereais, produtos de carne e leite e laticínios.
Em muitas culturas do leste asiático, o sal não é tradicionalmente usado como condimento. Em seu lugar, condimentos como molho de soja, molho de peixe e molho de ostra tendem a ter um alto teor de sódio e preenchem um papel semelhante ao sal de mesa nas culturas ocidentais. São mais usados para cozinhar, e não como condimentos de mesa.

### Sódio e saúde
O sal de mesa é composto de pouco menos de 40% de sódio em peso, então uma porção de 6g (1 colher de chá) contém cerca de 2.300 mg de sódio. O sódio serve a um propósito vital no corpo humano: por seu papel como eletrólito, ajuda os nervos e músculos a funcionar corretamente, e é um fator envolvido na regulação osmótica do conteúdo de água nos órgãos do corpo (balanço de fluído). A maior parte do sódio na dieta ocidental vem do sal. A ingestão habitual de sal em muitos países ocidentais é de cerca de 10g por dia, e é maior do que em muitos países da Europa Oriental e da Ásia. O alto nível de sódio em muitos alimentos processados tem um grande impacto na quantidade total consumida. Há estratégias de redução do consumo de sódio no Brasil ligados à alimentos industrializados, como os processados e temperos à base de sal, da dieta alimentar; o foco da medida é a redução da fração de sódio que não pode ser reduzida diretamente pela população.
Como o consumo excessivo de sódio aumenta o risco de doenças cardiovasculares, as organizações de saúde geralmente recomendam que pessoas reduzam o consumo de sal na dieta. Alta ingestão de sódio está associada a um maior risco de acidente vascular cerebral, doença cardiovascular total e doença renal. Uma redução na ingestão de sódio em 1.000 mg por dia pode reduzir as doenças cardiovasculares em cerca de 30%. Em adultos e crianças sem doença aguda, uma diminuição na ingestão de sal dos níveis altos típicos reduz a pressão arterial. Uma dieta baixa em sódio resulta em uma melhora maior da pressão arterial em pessoas com hipertensão.